# 남아프리카 공화국의 동성결혼

남아프리카 공화국에서 동성결혼은 2006년 11월 30일 《Civil Union Act》법이 효력을 발휘함과 동시에 허용되었다. 남아프리카 공화국의 헌법재판소는 2005년 12월 1일 어떤 성적 지향과 관계없이 모든 국민은 같은 권리를 누려야 한다고 판결내리며 남아프리카 공화국 의회에 1년 내에 동성결혼을 허용하도록 관련 법을 개정해줄 것을 요구하였다. 하원인 국민의회는 2006년 11월 14일 동성결혼을 허용하는 법안을 찬성 230표, 반대 41표로, 상원인 남아프리카공화국 지방의회는 찬성 36표, 반대 11표로 통과시켰으며 이틀 뒤 공식적인 법으로 공포되었다.
남아프리카 공화국은 전세계에서 다섯번째로, 남반구와 아프리카 대륙에선 최초로 동성결혼을 허용한 국가가 되었다.

## 역사
남아프리카 공화국은 성적 지향도 인권으로 보호받아야할 항목으로 헌법에 공식적으로 포함시킨 세계 최초의 국가이다. 1993년 제정된 임시헌법과 1996년 개정된 현 헌법 모두에서 성별과 젠더, 성적 지향 차별을 금지하고 있다.
2002년 레즈비언 커플인 마리 푸리에와 세실리아 본수이스는 《Lesbian and Gay Equality Project》라는 성소수자 단체의 지원을 받아 하우텡 주의 법원에 자신들의 결혼을 정부에서 인정받게 해달라는 요청서를 제출하였으나, 2002년 10월 18일 판사는 적절한 헌법조항과 법조항을 들지 않았다는 원칙적인 이유를 들어 소송을 기각하였다. 커플은 헌법재판소에 상소하였으나 2003년 7월 31일 기각되고 해당 사건은 고등법원(SCA)으로 배정되었다.
고등법원의 다섯 판사는 만장일치로 현행 결혼법《Marriage Act》의 결혼에 대한 정의는 성적 지향 차별적이기 때문에 위헌이라고 판결내리며 '결혼은 두 사람간의 결합'이라 명시하였으나, 동성결혼을 불가능하게 만든 현행 결혼신고서 양식의 변경에 대해선 원고가 소장에서 요청한 것이 아니기 때문에 본 법정에서 판결을 내릴 수 없다고 다수 의견에 따라 결정내렸다. 남아프리카 공화국 정부는 결혼법은 의회에서 다룰 문제이지 법원이 결정할 문제가 아니라고 주장하여 헌법재판소에 상고하였고, 푸리에-본수이스 커플도 헌법재판소에 현행 결혼법은 위헌이라며 상고하였다. 동시에 《Lesbian and Gay Equality Project》는 개별적으로 결혼법 위헌 소송을 진행하였다. 헌법재판소는 푸리에-본수이스 소송과 함께 다루기로 결정하였다.
2005년 12월 1일 헌법재판소의 9명의 판사는 만장일치로 현행 결혼법에서의 결혼에 대한 정의와 결혼신고서의 양식 모두 부당한 차별으로, 정당화될 수 없기에 위헌이며 효력이 없다고 판결내렸다. 헌법재판소는 8인의 다수의견에 따라 남아프리카 공화국 의회가 앞으로 1년안에 관련 법을 개정하도록 요청하였고, 만약 2006년 12월 1일까지 법이 개정되지 않을 경우 법원의 최종 판결에 따라 동성결혼을 허용하도록 하였다. 케이트 오레이건 헌법재판관은 소수의견서에서 즉시 동성결혼을 허용해야한다고 주장하였다.
2006년 8월 24일 남아프리카 공화국 정부 내각은 의회에 제출하기 위해 《Civil Union Bill》을 승인하였다. 이 법안은 결혼과 사실상 동일하지 이름만 다른 동성간 시민결합제도와 결혼하지 않은 동성 또는 이성 커플에게 몇몇 혜택을 주는 동거제도를 포함하고 있었다. 정부의 법전문가들은 이 법안이 헌법재판소의 판결과 일치하지 않다고 경고하였으며, 노조와 성소수자 단체들은 이를 아파르트 헤이트적 발상이라고 반발하였다.
9월 16일 수천명의 시민들이 거리에서 동성결혼 합법화를 위한 시위를 벌였다. 소수 야당인 아프리카 기독민주당은 결혼을 남녀간으로 정의내리는 헌법개정안을 의회에 제안하였으나 국민의회의 위원회 단계에서 부결되었다. 시민결합법을 위한 공청회가 9월 20일 개최되었으며, 동성결혼 반대자들은 프리토리아의 정부종합청사앞 거리에서 가두시위를 벌였다.
여당인 아프리카 민족회의는 10월 9일 시민결합법안에 찬성한다는 당론을 모았다. 당내엔 법안 반대자들도 많았으나 당지도부가 아프리카 민족회의가 성소수자를 포함한 모든 인간의 권리를 위해 싸워왔음을 부각하며 반대자들을 설득하였다.
본래 국민의회는 법안의 데드라인인 12월 1일 전까지 남아프리카공화국 지방의회가 법안 검토를 위한 충분한 시간을 갖도록 하기 위해 10월 20일 법안에 투표를 실시하려 하였으나 내무위원회에서 지체되었다. 내무위원회는 본 법안이 헌법재판소의 판결에 위배되는 '분리하되 평등(separate but equal)'적이라고 지적하며 조항들을 수정하여, 동거 제도를 삭제하고 결혼과 시민결합에서 이성 커플과 동성 커플을 분리하지 않고 통합시켰다.
본 법안은 11월 14일 남아프리카 공화국 국민의회에서 찬성 230표, 반대 41표로 통과되었으며, 11월 28일 남아프리카공화국 지방의회에서도 찬성 36표, 반대 11표로 가결되었다. 남아프리카 공화국 대통령인 타보 음베키의 대행, 부통령 품질레 음람보-응쿠카는 11월 29일 본 법안에 서명하여 헌법재판소에서 정한 데드라인 하루 전날인 11월 30일에 공포되었다. 내무부장관은 본 법이 아직 임시적이며, 완전한 결혼법이 되려면 다른 법들과 조율하고 손봐야한다고 밝혔다.
동성결혼 허용법은 남아프리카 공화국내 성소수자들과 자유주의 운동가들에게 환영을 받았다. 그들은 남아프리카 공화국 사회가 아파르트 헤이트라는 역사적 과오에서 한발짝 더 나아갔다고 평가했다. 반대로 몇몇 종교인들은 이를 '12년간의 남아프리카 공화국 민주주의에서 가장 슬픈 날'이라고 명명하였다. 이슬람 종교지도자인 샤리프 셰이크 아흐메드는 동성결혼법을 '아프리카에 강요된 외국 문물'이라고 비하하였다.
2013년에는 남아프리카 공화국에서 첫번째로 동성커플이 전통 결혼식을 올렸다.

## 법
남아프리카 공화국에는 결혼에 관한 3개의 법이 존재한다. 이성간 종교 및 민간 결혼을 규정한 1961년 제정된 《Marriage Act》와 1998년 제정된 원주민의 전통적인 결혼 제도를 규정한 《Recognition of Customary Marriages Act》, 이성 또는 동성간 종교 및 민간 결혼과 시민결합을 규정한 2006년의 《Civil Union Act》이다. 3개의 법간 중혼은 허용되지 않는다.
《Civil Union Act》에 따라 결혼하고자 하는 커플은 일반적인 결혼으로 신고할 것인지 또는 시민결합으로써 신고할 것인지 선택할 수 있다. 다만 어떤 제도를 선택하던지 《Marriage Act》에 따라 동일하게 취급된다. 또한 모든 결혼은 결과적으로 《Civil Union Act》에 의한 것으로 간주된다.

### 제한
결혼을 하기 위해선 당사자가 최소 18세 이상이어야 하며 결혼한 상태가 아니여야 한다. 근친결혼은 《Marriage Act》와 《Civil Union Act》에 따라 금지된다.

### 주례
결혼과 시민결합은 공인된 주혼자에게서 주례를 받아야 한다. 주혼자로 지정된 내무부 공무원은 《Marriage Act》와 《Civil Union Act》에 의해 주례를 설 수 있다. 종교 지도자 또한 주례를 설 수 있으나, 《Marriage Act》에 의해 주례를 선 종교 지도자는 《Civil Union Act》에서 규정된 결혼식을 주관할 수 없다.
동성결혼 주례에 서길 반대하는 내무부 공무원은 내무부 장관에게 이의를 제기하여 제외될 수 있다. 몇몇 헌법학자들은 이 규정이 위헌이라고 주장하고 있으며, 헌법의 평등권을 위반하고 있다고 보고 있다.

### 차별
동성커플에 대한 차별은 헌법 7조와 차별금지법에 의해 금지된다.

### 해외 결혼 인정
《Civil Union Act》은 해외에서 발급된 결혼증명서를 예외로 두고 있지 않는다. 결과적으로 헌법재판소의 판결에 따른 결혼에 대한 정의와 거행지법에 따라 해외에서 치루어진 동성결혼과 시민결합도 남아프리카 공화국 국내에서 인정하고 있다.

## 통계
남아프리카 공화국 정부에 의하면 2010년 중반까지 결혼식을 열린 동성커플이 약 3천명에 달한다. 통계청에 따르면 2011년 말까지 《Civil Union Act》에 따른 총 3,327건의 동성결혼과 시민결합이 신고되었다. 모든 《Civil Union Act》하의 결혼이 동성결혼인 것은 아니지만, 여전히 대다수의 이성 커플들은 1961년 제정된 《Marriage Act》에 따라 결혼을 하고 있다.
| 주                        | 2007 | 2008 | 2009 | 2010 | 2011 | 총합  |
| ------------------------- | ---- | ---- | ---- | ---- | ---- | ----- |
| 이스턴케이프 주           | 0    | 41   | 30   | 24   | 29   | 124   |
| 프리스테이트 주           | 1    | 23   | 20   | 26   | 28   | 98    |
| 하우텡 주                 | 49   | 362  | 324  | 391  | 381  | 1,507 |
| 콰줄루나탈 주             | 8    | 74   | 87   | 79   | 63   | 311   |
| 림포포 주                 | 0    | 15   | 10   | 10   | 7    | 42    |
| 음푸말랑가 주             | 3    | 7    | 11   | 11   | 16   | 48    |
| 노스웨스트 주             | 2    | 6    | 5    | 9    | 3    | 25    |
| 노던케이프 주             | 1    | 11   | 43   | 75   | 93   | 223   |
| 웨스턴케이프 주           | 16   | 191  | 227  | 261  | 238  | 933   |
| 남아프리카 공화국 외 지역 | 0    | 2    | 3    | 2    | 9    | 16    |
| 총합                      | 80   | 732  | 760  | 888  | 867  | 3,327 |